# Ferreiró (Vila do Conde)
Ferreiró era una freguesia portuguesa del municipio de Vila do Conde, distrito de Oporto.

## Geografía
Hasta su extinción como freguesia autónoma, Ferreiró limitaba al sur con el río Ave, al este con la freguesia de Fradelos, perteneciente al municipio de Vila Nova de Famalicão, al norte con la de Parada y al oeste con la de Bagunte.

## Historia
Mencionada por primera vez en un documento episcopal sobre censos alrededor de 1090, Ferreiró tuvo durante siglos una próspera industria de aceñas o molinos de agua en el cauce del río Ave. Hasta la reorganización administrativa de 1936 perteneció al municipio de Vila Nova de Famalicão, pasando desde entonces al de Vila do Conde.
Situada en la orilla norte del río Ave, fue suprimida el 28 de enero de 2013, en aplicación de una resolución de la Asamblea de la República portuguesa promulgada el 16 de enero de 2013 al unirse con las freguesias de Bagunte, Outeiro Maior y Parada, formando la nueva freguesia de Bagunte, Ferreiró, Outeiro Maior e Parada.